# Scaptomyza ctenophora
Scaptomyza ctenophora är en tvåvingeart som beskrevs av Hardy 1965. Scaptomyza ctenophora ingår i släktet Scaptomyza och familjen daggflugor. Inga underarter finns listade i Catalogue of Life.